# Veliki Lovrečan
Veliki Lovrečan falu Horvátországban, Varasd megyében. Közigazgatásilag Cesticához tartozik.

## Fekvése
Varasdtól 22 km-re, Cesticától 4 km-re északnyugatra a 2-es számú főút mentén, a Dráva jobb partján, közvetlenül a szlovén határ mellett fekszik.

## Története
Régi neve Lovrečan Selo volt, ezen a néven szerepel 1857-ben és 1880 és 1900 között is. Nevét a szomszédos Mali Lovrečan Szent Lőrinc tiszteletére szentelt kápolnájáról kapta. 1857-ben 259, 1910-ben 418 lakosa volt. 1910 és 1948 között lakosságát Mali Lovrečanhoz számították. 1920-ig Varasd vármegye Varasdi járásához tartozott. 2001-ben  a falunak 372 lakosa volt.

## Népessége
| Lakosság változása | Lakosság változása | Lakosság változása | Lakosság változása | Lakosság változása | Lakosság változása | Lakosság változása | Lakosság változása | Lakosság változása | Lakosság változása | Lakosság változása | Lakosság változása | Lakosság változása | Lakosság változása | Lakosság változása | Lakosság változása |
| ------------------ | ------------------ | ------------------ | ------------------ | ------------------ | ------------------ | ------------------ | ------------------ | ------------------ | ------------------ | ------------------ | ------------------ | ------------------ | ------------------ | ------------------ | ------------------ |
| 1857               | 1869               | 1880               | 1890               | 1900               | 1910               | 1921               | 1931               | 1948               | 1953               | 1961               | 1971               | 1981               | 1991               | 2001               | 2011               |
| 259                | 268                | 308                | 334                | 386                | 418                | 409                | 457                | 536                | 535                | 480                | 491                | 331                | 393                | 372                | 337                |

## Nevezetességei
Határában a Dráva partján emlékkereszt áll az 1946. július 22-én a kommunista terrornak itt áldozatául esettek emlékére.